# Picatinny Liquid explosive
Il Picatinny Liquid explosive, noto anche come PLX, è un liquido esplosivo con una velocità di detonazione di 6200 m/s.
È poco sensibile agli urti ed è difficile da far detonare. Acceso in moderate quantità brucia senza esplodere. La sua sensibilità agli urti può essere aumentata aggiungendo il 10-15% di polvere d'alluminio.
Si ottiene miscelando nitrometano al 94% ed etilendiamina al 6%. 
È stabile a temperatura ambiente, comincia a diventare molto instabile attorno ai 97 °C.